# Bosnisch-herzegowinischer Fußball-Cup 2013/14
Der bosnisch-herzegowinische Fußballpokal 2013/14 (in der Landessprache Kup Bosne i Hercegovine) wurde zum 20. Mal ausgespielt. Sieger wurde der FK Sarajevo, der sich im Finale gegen den NK Čelik Zenica durchsetzte.
In der 1. Runde fand nur ein Spiel statt, ab dem Achtelfinale gab es in jeder Runde je ein Hin- und Rückspiel. War ein Elfmeterschießen nötig, geschah dies ohne vorherige Verlängerung. Der Sieger qualifizierte sich für die zweite Qualifikationsrunde zur UEFA Europa League 2014/15.

## Teilnehmende Mannschaften
Für die erste Runde waren folgende 32 Mannschaften sportlich qualifiziert:
| Premijer Liga 16 Vereine der Saison 2013/14 | Erste Liga FBiH 6 Vereine der Saison 2013/14                                                       | Erste Liga RS 6 Vereine der Saison 2013/14                                                                          | Andere 4 Vereine der Saison 2013/14 |
| FK Borac Banja Luka NK Čelik Zenica FK Leotar Trebinje FK Mladost Velika Obarska FK Olimpik Sarajevo FK Radnik Bijeljina FK Rudar Prijedor FK Sarajevo FK Slavija Sarajevo NK Široki Brijeg NK Travnik FK Velež Mostar NK Vitez HŠK Zrinjski Mostar NK Zvijezda Gradačac FK Željezničar Sarajevo | HNK Branitelj Mostar NK Bratstvo Gračanica FK Igman Konjic HNK Orašje NK Podgrmeč FK Sloboda Tuzla | FK Drina HE Višegrad FK Kozara Gradiška FK Modriča Maxima FK Podrinje Janja FK Sloboda Mrkonjić Grad FK Sloga Doboj | HNK Grude (Druga Liga Süd) NK Natron Maglaj (Druga Liga Zentrum) FK Mladost Župča (Druga Liga Zentrum) NK Rijeka Vitez (Kantonalna Liga Zentrum) |

## 1. Runde
Die Spiele fanden am 17. und 18. September 2013 statt.
|                           | Ergebnis        |                         |
| ------------------------- | --------------- | ----------------------- |
| FK Borac Banja Luka       | 3:0             | FK Drina HE Višegrad    |
| NK Podgrmeč               | 2:7             | FK Sarajevo             |
| FK Leotar Trebinje        | 0:2             | FK Olimpik Sarajevo     |
| FK Velež Mostar           | 8:0             | NK Rijeka Vitez         |
| NK Vitez                  | 2:1             | NK Zvijezda Gradačac    |
| FK Mladost Velika Obarska | 0:0 (2:1 i. E.) | FK Podrinje Janja       |
| FK Igman Konjic           | 0:2             | NK Široki Brijeg        |
| NK Natron Maglaj          | 4:2             | FK Mladost Župča        |
| FK Sloga Doboj            | 0:0 (3:4 i. E.) | HNK Grude               |
| FK Slavija Sarajevo       | 2:0             | HNK Orašje              |
| NK Bratstvo Gračanica     | 1:0             | FK Sloboda Tuzla        |
| HNK Branitelj Mostar      | 0:0 (2:4 i. E.) | FK Radnik Bijeljina     |
| FK Sloboda Mrkonjić Grad  | 4:0             | NK Travnik              |
| HŠK Zrinjski Mostar       | 1:1 (5:4 i. E.) | FK Rudar Prijedor       |
| FK Modriča Maxima         | 0:1             | NK Čelik Zenica         |
| FK Kozara Gradiška        | 0:2             | FK Željezničar Sarajevo |

## Achtelfinale
Die Hinspiele fanden am 22. und 23. Oktober 2013 statt, die Rückspiele am 6. November 2013.
|                          | Gesamt          |                           | Hinspiel | Rückspiel |
| ------------------------ | --------------- | ------------------------- | -------- | --------- |
| NK Vitez                 | 2:2 (2:4 i. E.) | FK Sarajevo               | 1:1      | 1:1       |
| HŠK Zrinjski Mostar      | 5:1             | FK Borac Banja Luka       | 4:0      | 1:1       |
| NK Čelik Zenica          | 6:2             | NK Bratstvo Gračanica     | 4:0      | 2:2       |
| FK Sloboda Mrkonjić Grad | 4:7             | FK Velež Mostar           | 2:3      | 2:4       |
| NK Natron Maglaj         | 1:5             | FK Mladost Velika Obarska | 1:1      | 0:4       |
| FK Olimpik Sarajevo      | 3:0             | HNK Grude                 | 2:0      | 1:0       |
| NK Široki Brijeg         | 5:1             | FK Radnik Bijeljina       | 4:1      | 1:0       |
| FK Slavija Sarajevo      | 0:4             | FK Željezničar Sarajevo   | 0:2      | 0:2       |

## Viertelfinale
Die Hinspiele fanden am 12. März 2014 statt, die Rückspiele am 26. März 2014.
|                           | Gesamt    |                     | Hinspiel | Rückspiel |
| ------------------------- | --------- | ------------------- | -------- | --------- |
| NK Čelik Zenica           | (a)1:1(a) | FK Velež Mostar     | 0:0      | 1:1       |
| FK Mladost Velika Obarska | 1:6       | HŠK Zrinjski Mostar | 0:1      | 1:5       |
| NK Široki Brijeg          | 4:3       | FK Olimpik Sarajevo | 2:0      | 2:3       |
| FK Željezničar Sarajevo   | (a)1:1(a) | FK Sarajevo         | 1:1      | 0:0       |

## Halbfinale
Die Hinspiele fanden am 2. April 2014 statt, die Rückspiele am 16. April 2014.
|                 | Gesamt |                     | Hinspiel | Rückspiel |
| --------------- | ------ | ------------------- | -------- | --------- |
| FK Sarajevo     | 3:1    | HŠK Zrinjski Mostar | 0:0      | 3:1       |
| NK Čelik Zenica | 2:1    | NK Široki Brijeg    | 2:0      | 0:1       |

## Finale

### Hinspiel
| Paarung         | NK Čelik Zenica – FK Sarajevo |
| Ergebnis        | 0:2 (0:1) |
| Datum           | 7. Mai 2014 um 17:00 Uhr |
| Stadion         | Bilino Polje, Zenica |
| Zuschauer       | 9.000 |
| Schiedsrichter  | Ognjen Valić |
| Tore            | 0:1 Vule Trivunović (43.) 0:2 Miloš Stojčev (90.+4') |
| NK Čelik Zenica | Adi Adilović – Darko Mišić, Emir Jusić, Mehmedalija Čović, Dženan Bureković (66. Armin Duvnjak) – Stipe Barać, Alen Dedić – Nikola Simić (85. Nami Alispahić), Semir Bajraktarević, Slobodan Lakićević – Jasmin Mešanović Cheftrainer: Nizah Hukić                           |
| FK Sarajevo     | Dejan Bandović – Ivan Tatomirović, Amer Dupovac, Vule Trivunović, Bojan Puzigaća – Gojko Cimirot (89. Adnan Kovačević), Mato Jajalo – Krste Velkoski, Miloš Stojčev, Dario Purić (82. Irfan Vusljanin) – Nemanja Bilbija (74. Ognjen Todorović) Cheftrainer: Dzenan Uscuplić |
| Gelbe Karten    | Mehmedalija Cović, Alen Dedić, Dženan Bureković, Armin Duvnjak, Emir Jusić, Jasmin Mešanović – Nemanja Bilbija, Ivan Tatomirović, Krste Velkoski, Irfan Vusljanin |

### Rückspiel
| Paarung         | FK Sarajevo – NK Čelik Zenica |
| Ergebnis        | 3:1 (0:0) |
| Datum           | 23. Mai 2014 um 17:00 Uhr |
| Stadion         | Stadion Asim Ferhatović Hase, Sarajevo |
| Zuschauer       | 7.000 |
| Schiedsrichter  | Edin Jakupović |
| Tore            | 1:0 Krste Velkoski (67.) 2:0 Bojan Puzigaća (70.) 3:0 Nemanja Bilbija (82.) 3:1 Jasmin Mešanović (82.) |
| FK Sarajevo     | Dejan Bandović – Mario Barić, Amer Dupovac, Vule Trivunović, Bojan Puzigaća – Gojko Cimirot, Mato Jajalo (84. Adnan Kovačević) – Krste Velkoski (77. Ognjen Todorović), Miloš Stojčev, Dario Purić (79. Irfan Vusljanin) – Nemanja Bilbija Cheftrainer: Dzenan Uscuplić       |
| NK Čelik Zenica | Salih Hinović – Darko Mišić, Emir Jusić (64. Sead Jakupovic), Mehmedalija Čović, Dženan Bureković (74. Armin Duvnjak) – Petar Basić, Semir Bajraktarević – Nikola Simić, Fenan Salcinović (77. Marin Popović), Slobodan Lakićević – Jasmin Mešanović Cheftrainer: Nizah Hukić |
| Gelbe Karten    | Nemanja Bilbija – Petar Basić, Semir Bajraktarević, Darko Mišić |